# Comando de Defensa Aérea Leipzig
El Comando de Defensa Aérea Leipzig (Luftverteidigungskommando Leipzig) fue una unidad de la Luftwaffe durante la Segunda Guerra Mundial.

## Historia
Fue formado el 1 de julio de 1938 en Stettin. El 1 de agosto de 1939 es renombrado 2.º Comando de Defensa Aérea.

## Comandantes
- Mayor general Walter Feyerabend – (1 de agosto de 1938 - 30 de junio de 1939)